# فرودگاه نامولونگ
فرودگاه نامولونگ (به انگلیسی: Namulonge Airport) یک فرودگاه غیرنظامی است که یک باند فرود سنگفرش دارد. این فرودگاه در کشور اوگاندا قرار دارد و در ارتفاع ۱۱۸۰ متری از سطح دریا واقع شده‌است.